# Liste des stades actuels de la NFL

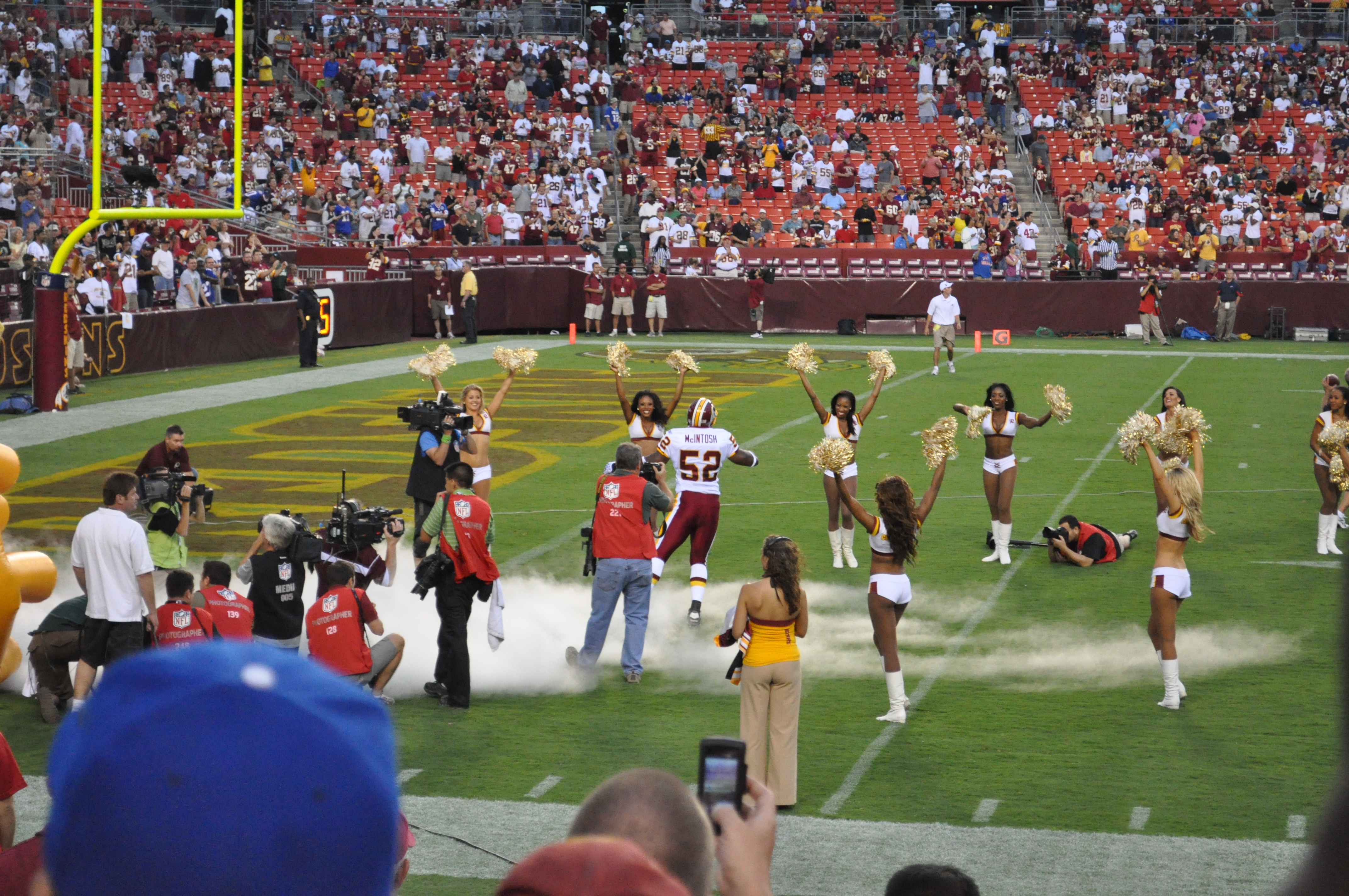
NFR Federal Express Stadium

Cet article est une liste des stades actuels de la Ligue nationale de football, classés par capacité, par emplacement, par année d'utilisation et par équipe. Bien que la Ligue nationale de football (NFL) compte 32 équipes, il n'y a que 31 stades à plein temps, car les Giants de New York et les Jets de New York partagent le MetLife Stadium. Ce nombre devrait diminuer à 30 lorsque les Rams de Los Angeles et les Chargers de Los Angeles commenceront à partager le SoFi Stadium en 2020.
Le stade le plus récent de la NFL est le stade Mercedes-Benz d’Atlanta, siège des Falcons d'Atlanta, qui a ouvert ses portes pour la saison 2017. Le Los Angeles Memorial Coliseum de Los Angeles, domicile des Rams de Los Angeles, est le plus ancien, ayant ouvert ses portes en 1923.
Dans le cadre de sa série internationale, la NFL utilise régulièrement plusieurs autres stades situés à l'étranger :
- En Angleterre, le stade de Wembley à Londres qui accueille au moins deux matchs par saison et le Twickenham Stadium, également situé à Londres lequel accueille au moins un match.
- Au Mexique, l'Estadio Azteca de Mexico,  accueille également un match depuis 2018.   En outre, le Stade du Hall of Fame Tom Benson de Canton, dans l'Ohio, accueille chaque année le Pro Football Hall of Fame Game (en) et depuis 2016, le Camping World Stadium à Orlando, en Floride, accueille le Pro Bowl.

La majorité des stades de la NFL ont vendu des droits de dénomination à des sociétés. Au début de la saison 2018, il existe six exceptions : le stade Arrowhead à Kansas City, le stade Empower Field à Mile High de Denver dans le Colorado, le Lambeau Field de Green Bay dans le Wisconsin, l'Oakland Coliseum d'Oakland en Californie, le  Paul Brown Stadium de Cincinnati dans l'Ohio et le Soldier Field de Chicago dans l'Illinois. Le Los Angeles Memorial Coliseum a cédé ses droits de dénomination par un contrat qui ne changera pas officiellement son nom avant août 2019.

## Caractéristiques des stades
Les stades représentent une dépense considérable pour une communauté. Par conséquent, leur construction, leur utilisation et leur financement entrent souvent dans le discours public. De plus, étant donné l'avantage perçu par une équipe de jouer dans son stade, à domicile, les médias accordent une attention particulière aux particularités de l'environnement de chaque stade. Le climat, la surface de jeu (en gazon naturel ou artificiel) et le type de toit contribuent à donner à chaque équipe un avantage sur le terrain.
Les stades sont soit ouverts, fermés, ou à toit rétractable. Pour les toits escamotables, l’équipe locale détermine si le toit doit être ouvert ou fermé 90 minutes avant le coup d’envoi. Le toit reste ouvert, sauf si des précipitations ou des éclairs se produisent à proximité du stade, si la température descend au-dessous de 4 °C ou si les rafales de vent dépassent 64 km/h. Dans ces cas, les opérateurs de toit vont le fermer.

### Places assises
Avec une capacité maximale de plus de 100 000 spectateurs, le stade AT & T a la plus grande capacité de tous les stades de la NFL, tandis que le stade MetLife a la capacité la plus haute avec 82 500 places assises. Le stade le plus petit est Dignity Health Sports Park (ex StubHub Center), qui accueille les Chargers de Los Angeles en 2017 avec une capacité de 27 000 places. Il s'agit du plus petit stade à accueillir une saison complète dans la NFL pour une équipe depuis que le City Stadium (en) de 25 000 places a accueilli les matchs des Green Bay Packers en 1956.
Dans leur configuration normale, 29 des 31 stades de la ligue peuvent accueillir au moins 60 000 spectateurs. Parmi eux, une majorité (16) ont moins de 70 000 sièges, huit entre 70 000 et 80 000 et cinq peuvent accueillir 80 000 personnes ou plus. Contrairement aux stades de football universitaires, dont le plus grand peut accueillir régulièrement plus de 100 000 spectateurs, aucun stade de la ligue n’a actuellement une capacité de plus de 82 500 places assises. Les équipes construisent rarement leurs stades bien au-delà du seuil des 80 000 places (et même dans les plus grands marchés) en raison de la politique de black-out de la ligue, qui interdit la diffusion télévisée de tout match de la NFL à moins de 120 km du stade si un match ne vend pas au moins 85% de ses places non premium. Pour cette raison, jusqu'à la suspension du blackout en 2015, les Rams de Los Angeles limitent la capacité maximum du Los Angeles Memorial Coliseum (93 607 places), à 80 000 sièges pour la plupart des matchs. Le stade RingCentral Coliseum, qui accueille les Raiders d'Oakland, compte plus de 60 000 places, mais sa capacité a été réduite à moins de 57 000 places au cours des dernières saisons. Dans la direction opposée, la ligue impose un nombre minimum de sièges pour qu'un stade soit homologué NFL. Depuis 1971, la ligue n'a permis à aucun stade de moins de 50 000 places d'héberger une équipe de la NFL à plein temps (sans compter le Dignity Health Sports Park ex-StubHub Center), à deux exceptions près : le Metropolitan Stadium au Minnesota comptant 45 000 places n'ayant été remplacé qu'en 1982 et le Vanderbilt Stadium de 40 000 places ayant accueilli les Oilers du Tennessee pendant la saison 1998 après la réduction de moitié de la résidence prévue à Memphis. Dans des circonstances normales, tous les stades de la NFL sont entièrement équipés de places assises.

## Liste des stades
Certains stades peuvent être agrandis pour accueillir des foules plus importantes lors d'autres événements tels que des concerts ou des conventions. Le nombre de places officielles n’inclut pas les places debout.
| Stade avec un toit fixe.        |
| Stade avec un toit rétractable. |

| Photo | Nom                         | Capacité | Ville                       | Surface                                     | Toiture     | Équipe(s)                             | Ouverture | Réf.   |
| ----- | --------------------------- | -------- | --------------------------- | ------------------------------------------- | ----------- | ------------------------------------- | --------- | ------ |
|       | Arrowhead Stadium           | 76 416   | Kansas City, Missouri       | Bermuda grass                               | Ouvert      | Kansas City Chiefs                    | 1972      | [ 6 ]  |
|       | AT&T Stadium                | 80 000   | Arlington, Texas            | Hellas Matrix Turf                          | Retractable | Dallas Cowboys                        | 2009      | ,      |
|       | Bank of America Stadium     | 75 419   | Charlotte, Caroline du Nord | Bermuda grass                               | Ouvert      | Carolina Panthers                     | 1996      | [ 9 ]  |
|       | Empower Field at Mile Hight | 76 125   | Denver, Colorado            | Kentucky bluegrass                          | Ouvert      | Denver Broncos                        | 2001      | [ 10 ] |
|       | Lumen Field                 | 68 000   | Seattle, Washington         | FieldTurf (en) Revolution 360               | Ouvert      | Seattle Seahawks                      | 2002      | [ 12 ] |
|       | Northwest Stadium           | 82 000   | Landover, Maryland          | Bermuda grass                               | Ouvert      | Washington Commanders                 | 1997      | [ 13 ] |
|       | FHuntington Bank Field      | 67 895   | Cleveland, Ohio             | Kentucky bluegrass                          | Ouvert      | Cleveland Browns                      | 1999      | ,      |
|       | Ford Field                  | 65 000   | Detroit, Michigan           | FieldTurf (en) Classic HD                   | Fixe        | Detroit Lions                         | 2002      | [ 16 ] |
|       | Gillette Stadium            | 66 829   | Foxborough, Massachusetts   | FieldTurf (en) CORE                         | Ouvert      | New England Patriots                  | 2002      | [ 17 ] |
|       | Hard Rock Stadium           | 65 326   | Miami Gardens, Florida      | Tifway 419 Bermuda grass                    | Ouvert      | Miami Dolphins                        | 1987      | [ 18 ] |
|       | Acrisure Stadium            | 68 400   | Pittsburgh, Pennsylvanie    | Kentucky bluegrass                          | Ouvert      | Pittsburgh Steelers                   | 2001      | [ 19 ] |
|       | Lambeau Field               | 81 435   | Green Bay, Wisconsin        | Desso GrassMaster (en)                      | Ouvert      | Green Bay Packers                     | 1957      | [ 21 ] |
|       | Levi's Stadium              | 68 500   | Santa Clara, Californie     | Bermuda grass / Ray-grass anglais (mélange) | Ouvert      | San Francisco 49ers                   | 2014      | [ 22 ] |
|       | Lincoln Financial Field     | 69 596   | Philadelphia, Pennsylvanie  | Desso GrassMaster (en)                      | Ouvert      | Philadelphia Eagles                   | 2003      | [ 24 ] |
|       | SoFi Stadium                | 70 240   | Inglewood, Californie       | Matrix Turf                                 | Fixe        | Los Angeles Chargers Los Angeles Rams | 2020      | [ 25 ] |
|       | Lucas Oil Stadium           | 67 000   | Indianapolis, Indiana       | FieldTurf (en) Classic                      | Retractable | Indianapolis Colts                    | 2008      | [ 26 ] |
|       | M&T Bank Stadium            | 71 008   | Baltimore, Maryland         | Bermuda grass                               | Ouvert      | Baltimore Ravens                      | 1998      | [ 27 ] |
|       | Caesars Superdome           | 73 208   | New Orleans, Louisiane      | FieldTurf (en) Revolution 360               | Fixe        | New Orleans Saints                    | 1975      | [ 28 ] |
|       | Mercedes-Benz Stadium       | 71 000   | Atlanta, Georgie            | FieldTurf (en) Revolution                   | Retractable | Atlanta Falcons                       | 2017      | [ 30 ] |
|       | MetLife Stadium             | 82 500   | East Rutherford, New Jersey | UBU Sports Speed Series S5-M Synthetic Turf | Ouvert      | New York Giants New York Jets         | 2010      | [ 32 ] |
|       | Highmark Stadium            | 71 608   | Orchard Park                | A-Turf Titan 50                             | Ouvert      | Buffalo Bills                         | 1973      | [ 33 ] |
|       | Nissan Stadium              | 69 143   | Nashville, Tennessee        | Bermuda grass                               | Ouvert      | Tennessee Titans                      | 1999      | [ 34 ] |
|       | NRG Stadium                 | 72 220   | Houston, Texas              | Hellas Matrix Turf                          | Retractable | Houston Texans                        | 2002      | [ 36 ] |
|       | Allegiant Stadium           | 65 000   | Paradise, Nevada            | Bermuda grass                               | Fixe        | Las Vegas Raiders                     | 2020      | [ 37 ] |
|       | Paycor Stadium              | 65 515   | Cincinnati, Ohio            | UBU Speed Series S5-M Synthetic Turf        | Ouvert      | Cincinnati Bengals                    | 2000      | [ 38 ] |
|       | Raymond James Stadium       | 65 890   | Tampa, Floride              | Bermuda grass                               | Ouvert      | Tampa Bay Buccaneers                  | 1998      | [ 39 ] |
|       | Soldier Field               | 61 500   | Chicago, Illinois           | Kentucky bluegrass                          | Ouvert      | Chicago Bears                         | 1924.     | [ 41 ] |
|       | State Farm Stadium          | 63 400   | Glendale, Arizona           | Bermuda grass                               | Retractable | Arizona Cardinals                     | 2006      | [ 42 ] |
|       | EverBank Stadium            | 69 132   | Jacksonville, Floride       | Bermuda grass                               | Ouvert      | Jacksonville Jaguars                  | 1995      | [ 43 ] |
|       | U.S. Bank Stadium           | 66 655   | Minneapolis, Minnesota      | UBU Speed Series S5-M Synthetic Turf        | Fixe        | Minnesota Vikings                     | 2016      | [ 45 ] |

## Stades additionnels
| Photo | Stade                                | Capacité | Ville               | Surface                    | Toiture                   | Événement                      | Ouverture | Réf.   |
|       | Camping World Stadium                | 65 000   | Orlando, Floride    | AstroTurf GameDay Grass 3D | Ouvert                    | Pro Bowl                       | 1936      |        |
|       | Estadio Azteca                       | 87 523   | Mexico, Mexique     | Gazon                      | Ouvert                    | Série internationale de la NFL | 1966      |        |
|       | Tom Benson Hall of Fame Stadium (en) | 22 364   | Canton, Ohio        | FieldTurf (en) Classic HD  | Ouvert                    | Hall of Fame Game (en)         | 1938      | [ 49 ] |
|       | Wembley Stadium                      | 86 000   | Londres, Angleterre | Desso GrassMaster (en)     | partiellement retractable | Série internationale de la NFL | 2007      |        |
|       | Tottenham Hotspur Stadium            | 62 062   | Londres, Angleterre | Gazon artificiel           | Ouvert                    | Série internationale de la NFL | 2019      | [ 51 ] |
|       | Allianz Arena                        | 75 025   | Munich, Allemagne   | Gazon                      | Ouvert                    | Série internationale de la NFL | 2005      |        |

## Futurs stades
| Stade                 | Capacité | Ville             | Surface | Toiture | Équipe(s)     | Ouverture | Réf. |
| New Era Field II (en) |          | Buffalo, New York | Gazon   | Ouvert  | Buffalo Bills |           |      |

*En 2020 les Raiders d'Oakland déménageront à Las Vegas et deviendront les Raiders de Las Vegas